# Samuel Eilenberg
Samuel Eilenberg (ur. 30 września 1913 w Warszawie, zm. 30 stycznia 1998 w Nowym Jorku) – polsko-amerykański matematyk pochodzenia żydowskiego, jeden z czołowych przedstawicieli warszawskiej szkoły matematycznej, członek zagraniczny Polskiej Akademii Nauk.

## Życiorys
W roku akademickim 1930/1931 rozpoczął studia matematyczne na Wydziale Matematyczno-Przyrodniczym Uniwersytetu Warszawskiego. W 1936 obronił pracę doktorską O zastosowaniach topologicznych odwzorowań na okrąg koła. 12 kwietnia 1939 wypłynął z Gdyni statkiem do Wielkiej Brytanii a następnie do USA, zabierając całe swoje matematyczne archiwum. Eilenberg zrezygnował
z obywatelstwa polskiego w 1948 roku i przyjął obywatelstwo USA. Topolog, współtwórca teorii kategorii, algebry homologicznej (z Henrym Cartanem)  i nowoczesnej (aksjomatycznej) topologii algebraicznej (z Normanem Steenrodem). Miał zasadniczy wpływ na rozwój i język matematyki XX wieku. Wniósł wkład do teorii automatów. Był pierwszym i przez dłuższy czas jedynym niefrancuskim uczestnikiem słynnej grupy matematyków, publikującej pod pseudonimem Nicolas Bourbaki.
Samuel Eilenberg był również znawcą i kolekcjonerem dzieł sztuki, zwłaszcza dalekowschodnich. O ile w świecie matematyków był znany jako Sammy, to w świecie sztuki był znany jako Profesor.
Razem z Saundersem Mac Lanem pracował nad przestrzeniami topologicznymi, znanymi obecnie jako przestrzeniami Eilenberga-MacLane’a. Efekty innych jego prac to ścisła definicja homologii singularnej, ciągi spektralne Eilenberga-Moore'a (z Johnem Moore'em), twierdzenie o przeszkodach (metoda), aksjomatyka Eilenberga-Steenroda teorii homologicznych i kohomologicznych (z Normanem Steenrodem), wyniki z topologicznej teorii wymiaru oraz z teorii węzłów.
Laureat Nagrody Wolfa z matematyki (1986). W 1991 r. został członkiem zagranicznym PAN.
W 1996 roku doznał udaru mózgu. Po kolejnym udarze 2 lata później zmarł w Nowym Jorku.

## Wybrane publikacje
- Samuel Eilenberg, Tudor Ganea, On the Lusternik-Schnirelmann Category of Abstract Groups, „The Annals of Mathematics”, 65 (3), 1957, s. 517, DOI: 10.2307/1970062, JSTOR: 1970062 (ang.).
- Samuel Eilenberg, John C. Moore, Limits and spectral sequences, „Topology”, 1 (1), 1962, s. 1–23, DOI: 10.1016/0040-9383(62)90093-9 (ang.).